# Women's National Basketball Association 2010
La Women's National Basketball Association 2010 è stata la quattordicesima edizione della lega professionistica statunitense.
Vi partecipavano dodici franchigie, divise in due conference. Al termine della stagione regolare (34 gare), le prime quattro di ogni raggruppamento si giocavano in semifinali e finali il titolo della conference; le due vincenti giocavano la finale WNBA.
Il titolo è stato conquistato per la seconda volta dalle Seattle Storm. La Most Valuable Player è stata Lauren Jackson delle Seattle Storm.

## Stagione regolare

### Eastern Conference
|  |    | Classifica finale 2010 | Pt | G  | V  | P  | PtF | PtS |
|  | -- | ---------------------- | -- | -- | -- | -- | --- | --- |
|  | 1. | Washington Mystics     | -  | 34 | 22 | 12 | -   | -   |
|  | 2. | New York Liberty       | -  | 34 | 22 | 12 | -   | -   |
|  | 3. | Indiana Fever          | -  | 34 | 21 | 13 | -   | -   |
|  | 4. | Atlanta Dream          | -  | 34 | 19 | 15 | -   | -   |
|  | 5. | Connecticut Sun        | -  | 34 | 17 | 17 | -   | -   |
|  | 6. | Chicago Sky            | -  | 34 | 14 | 20 | -   | -   |

### Western Conference
|  |    | Classifica finale 2010   | Pt | G  | V  | P  | PtF | PtS |
|  | -- | ------------------------ | -- | -- | -- | -- | --- | --- |
|  | 1. | Seattle Storm            | -  | 34 | 28 | 6  | -   | -   |
|  | 2. | Phoenix Mercury          | -  | 34 | 15 | 19 | -   | -   |
|  | 3. | San Antonio Silver Stars | -  | 34 | 14 | 20 | -   | -   |
|  | 4. | Los Angeles Sparks       | -  | 34 | 13 | 21 | -   | -   |
|  | 5. | Minnesota Lynx           | -  | 34 | 13 | 21 | -   | -   |
|  | 6. | Tulsa Shock              | -  | 34 | 6  | 28 | -   | -   |

## Play-off
|  | Semifinali Conference | Semifinali Conference | Semifinali Conference | Semifinali Conference | Semifinali Conference |  |  | Finali Conference | Finali Conference | Finali Conference | Finali Conference | Finali Conference |  |  | Finali WNBA | Finali WNBA   | Finali WNBA | Finali WNBA | Finali WNBA | Finali WNBA | Finali WNBA |
|  |                       |                       |                       |                       |                       |  |  |                   |                   |                   |                   |                   |  |  |             |               |             |             |             |             |             |
|  | 1EC                   | Wash. Mystics         |                       |                       |                       |  |  |                   |                   |                   |                   |                   |  |  |             |               |             |             |             |             |             |
|  | 4EC                   | Atlanta Dream         |                       |                       |                       |  |  |                   |                   |                   |                   |                   |  |  |             |               |             |             |             |             |             |
|  | 4EC                   | Atlanta Dream         | Atlanta Dream         |                       |                       |  |  |                   |                   |                   |                   |                   |  |  |             |               |             |             |             |             |             |
|  |                       |                       |                       |                       |                       |  |  |                   |                   |                   |                   |                   |  |  |             |               |             |             |             |             |             |
|  |                       |                       | N.Y. Liberty          |                       |                       |  |  |                   |                   |                   |                   |                   |  |  |             |               |             |             |             |             |             |
|  | 2EC                   | N.Y. Liberty          |                       |                       |                       |  |  |                   |                   |                   |                   |                   |  |  |             |               |             |             |             |             |             |
|  | 2EC                   | N.Y. Liberty          |                       |                       |                       |  |  |                   |                   |                   |                   |                   |  |  |             |               |             |             |             |             |             |
|  | 3EC                   | Indiana Fever         |                       |                       |                       |  |  |                   |                   |                   |                   |                   |  |  |             |               |             |             |             |             |             |
|  |                       |                       |                       |                       |                       |  |  |                   |                   |                   |                   |                   |  |  |             | Atlanta Dream |             |             |             |             |             |
|  |                       |                       |                       | Seattle Storm         |                       |  |  |                   |                   |                   |                   |                   |  |  |             |               |             |             |             |             |             |
|  | 1WC                   | Seattle Storm         |                       |                       |                       |  |  |                   |                   |                   |                   |                   |  |  |             |               |             |             |             |             |             |
|  | 4WC                   | L.A. Sparks           |                       |                       |                       |  |  |                   |                   |                   |                   |                   |  |  |             |               |             |             |             |             |             |
|  | 4WC                   | L.A. Sparks           | Seattle Storm         |                       |                       |  |  |                   |                   |                   |                   |                   |  |  |             |               |             |             |             |             |             |
|  |                       |                       |                       |                       |                       |  |  |                   |                   |                   |                   |                   |  |  |             |               |             |             |             |             |             |
|  |                       |                       | Phoenix Mercury       |                       |                       |  |  |                   |                   |                   |                   |                   |  |  |             |               |             |             |             |             |             |
|  | 2WC                   | Phoenix Mercury       |                       |                       |                       |  |  |                   |                   |                   |                   |                   |  |  |             |               |             |             |             |             |             |
|  | 2WC                   | Phoenix Mercury       |                       |                       |                       |  |  |                   |                   |                   |                   |                   |  |  |             |               |             |             |             |             |             |
|  | 3WC                   | S.A. Silver Stars     |                       |                       |                       |  |  |                   |                   |                   |                   |                   |  |  |             |               |             |             |             |             |             |

## Vincitore
| Campione WNBA 2010        |
| ------------------------- |
| Seattle Storm (2º titolo) |

## Statistiche
| Categoria             | Giocatore        | Squadra                  | Stat |
| --------------------- | ---------------- | ------------------------ | ---- |
| Punti per gara        | Diana Taurasi    | Phoenix Mercury          | 22,6 |
| Rimbalzi per gara     | Tina Charles     | Connecticut Sun          | 11,7 |
| Assist per gara       | Ticha Penicheiro | Los Angeles Sparks       | 6,9  |
| Palle rubate per gara | Tamika Catchings | Indiana Fever            | 2,3  |
| Stoppate per gara     | Sylvia Fowles    | Chicago Sky              | 2,6  |
| FG%                   | Candice Dupree   | Phoenix Mercury          | 66,4 |
| FT%                   | Becky Hammon     | San Antonio Silver Stars | 96,0 |
| 3FG%                  | Leilani Mitchell | New York Liberty         | 48,6 |

## Premi WNBA
- WNBA Most Valuable Player: Lauren Jackson, Seattle Storm
- WNBA Defensive Player of the Year: Tamika Catchings, Indiana Fever
- WNBA Coach of the Year: Brian Agler, Seattle Storm
- WNBA Rookie of the Year: Tina Charles, Connecticut Sun
- WNBA Most Improved Player: Leilani Mitchell, New York Liberty
- WNBA Sixth Woman of the Year: DeWanna Bonner, Phoenix Mercury
- WNBA Finals Most Valuable Player: Lauren Jackson, Seattle Storm
- All-WNBA First Team:
  - Tamika Catchings, Indiana Fever
  - Sylvia Fowles, Chicago Sky
  - Lauren Jackson, Seattle Storm
  - Cappie Pondexter, New York Liberty
  - Diana Taurasi, Phoenix Mercury
- All-WNBA Second Team:
  - Sue Bird, Seattle Storm
  - Tina Charles, Connecticut Sun
  - Katie Douglas, Indiana Fever
  - Crystal Langhorne, Washington Mystics
  - Angel McCoughtry, Atlanta Dream
- WNBA All-Defensive First Team:
  - Tamika Catchings, Indiana Fever
  - Angel McCoughtry, Atlanta Dream
  - Sylvia Fowles, Chicago Sky
  - Tanisha Wright, Seattle Storm
  - Cappie Pondexter, New York Liberty
- WNBA All-Defensive Second Team:
  - Lauren Jackson, Seattle Storm
  - Rebekkah Brunson, Minnesota Lynx
  - Sancho Lyttle, Atlanta Dream
  - Lindsey Harding, Washington Mystics
  - Tully Bevilaqua, Indiana Fever
  - Katie Douglas, Indiana Fever
- WNBA All-Rookie First Team:
  - Tina Charles, Connecticut Sun
  - Monica Wright, Minnesota Lynx
  - Epiphanny Prince, Chicago Sky
  - Kelsey Griffin, Connecticut Sun
  - Kalana Greene, New York Liberty